# Rumo & Die Wunder im Dunkeln
Rumo & Die Wunder im Dunkeln ist ein Fantasy-Roman von Walter Moers, der im April 2003 erschienen ist. Er ist der dritte Roman der Zamonien-Reihe des Autors und schildert die Abenteuer des Wolpertingers Rumo, der nach einer Kindheit als Gefangener der Teufelsfelszyklopen seinen Weg in die Stadt der Wolpertinger und zu seiner großen Liebe Rala findet. Als alle Wolpertinger in die Untenwelt entführt werden, bewährt sich Rumo als wahrer Held, der nach zahlreichen Abenteuern und Kämpfen Rala und die Wolpertinger aus der Gefangenschaft der bösartigen Einwohner der Untenwelt-Stadt Hel befreien kann.

## Handlung

### Teil I: „Obenwelt“
Der Wolpertinger Rumo wird im Welpenalter zusammen mit seinen Besitzern, freundlichen Fhernhachenzwergen, von Teufelsfelszyklopen entführt und auf ihrem im Meer schwimmenden Teufelsfelsen gefangengesetzt. Dies geschieht genau an dem Tag, an dem drei wichtige Entwicklungen im Leben des Wolpertingers ihren Anfang nehmen: Zunächst wächst ihm sein erster Zahn (das Gebiss wird später Rumos wichtigste Waffe). Dann geht Rumo zum ersten Mal auf zwei Beinen und wird damit zu einem aufrechtgehenden Wolpertinger, der im Gegensatz zum wilden Wolpertinger Fähigkeiten wie Sprechen, Lesen und Schreiben entwickeln kann. Schließlich wittert Rumo zum ersten Mal den Silbernen Faden (Wolpertinger nehmen olfaktorische Reize auch visuell wahr).
Wie sich nach der Entführung herausstellt, sind Rumo und die Fhernhachenzwerge nun Teil der Vorratskammer der Teufelsfelszyklopen, die sich von jeglichen zamonischen Lebewesen ernähren und diese bevorzugt lebendig verspeisen. Während der Zeit seiner Gefangenschaft macht Rumo die Bekanntschaft der Haifischmade Volzotan Smeik. Smeik bringt ihm das Sprechen bei und vermittelt ihm seine umfangreichen theoretischen Kampfkenntnisse, auch in der Hoffnung, dass Rumo eines Tages als herangewachsener Wolpertinger in der Lage sein wird, die Teufelsfelszyklopen zu besiegen und sie alle zu befreien.
Smeiks Plan geht auf: Rumo gelingt es tatsächlich, in einem spektakulären Kampf die Teufelsfelszyklopen zu besiegen. Dabei stellt sich heraus, dass Rumo ein kämpferisches Naturtalent ist. Allen verbliebenen Gefangenen der Teufelsfelszyklopen, einschließlich Rumo und Smeik, gelingt es, vom Teufelsfelsen an Land zu fliehen.
Nach ihrer Flucht wandern Rumo und Smeik durch Zamonien. Sie treffen den Wissenschaftler und Eydeeten Oztafan Kolibril, der Smeik, angeblich zur Infizierung mit Intelligenzbakterien, in eines seiner vier Gehirne mitnimmt. Doch dort wird klar, dass Kolibril ihn für eine Testfahrt des von ihm entdeckten Unterblutboots der Unvorhandenen Winzlinge braucht. Danach erzählt der Wissenschaftler von seinem Plan, zur Stadt Nebelheim zu reisen, und trennt sich von den anderen.
Schließlich trennen sich auch Rumo und Smeik: Während Smeik Kolibril nach Nebelheim folgt, spürt Rumo seinem Silbernen Faden nach und erreicht die Stadt Wolperting, die Heimat aller aufrecht gehenden Wolpertinger.  Dort findet er in Gestalt der Wolpertingerin Rala den Ursprung des Silbernen Fadens. Rumo lernt, dass jeder Wolpertinger einem Silbernen Faden folgt, der ihn nach Wolperting und zu seiner großen Liebe führt. Rumo wird Teil der Gesellschaft in Wolperting: Er geht zur Schule, lernt dort Lesen, Schreiben und Kämpfen. Beim Schreiner Ornt La Okro stellt er fest, dass er sehr gut schreinern kann. Es gelingt ihm allerdings nicht, Rala seine Liebe zu gestehen, und er erkennt auch nicht, dass sie längst in ihn verliebt ist.
Als der Jahrmarkt vor Wolperting lagert, wird er auch von Rumo besucht, der sich dort, wie alle Wolpertinger bei ihrem ersten Jahrmarkt, eine Waffe wählen darf. Er wird von einem telepathisch begabten, aus einem Dämonenhirn geschnitzten Kurzschwert namens Löwenzahn überzeugt, es zu wählen, indem es behauptet, dass es die Gedanken des Gegners lesen kann. Da es bei einem Kampf gegen den Fechtmeister Uschan DeLucca aber versagt, beschließt Rumo, Löwenzahn in den durch Wolperting fließenden Fluss Wolper zu werfen. Dabei sieht er, dass Rala im Fluss dabei ist, zu ertrinken, und springt hinterher. Weil Rala aber wie durch ein Wunder Schwimmen lernt, rettet sie Rumo und steht in der ganzen Stadt als Heldin da. Löwenzahn dagegen ist immer noch Rumos Schwert.
Rumo ist verzweifelt wegen seiner Liebe und fragt Ornt nach einem Rat. Der rät ihm geistesabwesend, in den gefährlichen Nurnenwald zu gehen, um aus dem kostbaren Holz der Nurnenwaldeiche eine Schatulle für Rala zu schnitzen. Beim Kampf gegen eine Nurne stellt sich heraus, dass Löwenzahn aus einem Trollhirn geschnitzt ist und noch eine zweite Seite namens Grinzold hat, die wiederum aus einem Dämonenhirn besteht. Bei der Nurnenwaldeiche redet diese durch Tiere mit Rumo, stellt sich als Yggdra Sil vor und erzählt, dass ihre Wurzeln bis nach Untenwelt reichen. Währenddessen verschwinden in Rumos Abwesenheit alle Wolpertinger aus der Stadt. Zurück bleibt nur ein großes Loch im Boden, das sich als Zugang in die Untenwelt herausstellt. Rumo folgt dem Silbernen Faden, der Witterung von Rala, in die Untenwelt mit dem festen Vorsatz, Rala und die Wolpertinger zu retten.

### Teil II: „Untenwelt“
Rumo trifft in der Untenwelt zunächst auf den unterirdischen Ölsee, auf dem unheimliche Wesen, die toten Yeti, mit ihren Booten unterwegs sind. Rumo gelingt es, den Anführer der Yeti, Storr den Schnitter, zu überreden, ihn auf das andere Ufer überzusetzen. Von Storr erfährt Rumo auch, dass die Wolpertinger als Gefangene in die Untenwelt-Stadt Hel verschleppt wurden.
Die Untenwelt ist ein eigener Kosmos, dessen Hauptstadt Hel ist. Hel wird von einem selbstverliebten Tyrannen namens Gaunab beherrscht, von den hellhäutigen Hellingen bewohnt und ist Sammelpunkt allen Abschaums aus der Obenwelt. Relativ neue Ankömmlinge sind die Kupfernen Kerle, einer Armee von Maschinenmenschen, mit ihrem Anführer General Ticktack. Das nur scheinbar idyllische Wolperting erweist sich als eine von den Untenwelt-Bewohnern errichtete Fallenstadt: eine leere Stadt, die nur dazu dient, dass sie sich allmählich mit Einwohnern füllt, die dann als Gladiatoren für tödliche Kampfspiele im Theater der Schönen Tode zwangsrekrutiert werden.
Rumo trifft auf seinem Weg nach Hel auf Ukobach, einen Helling, und Ribesehl, einen aus verschiedenen Tieren erschaffenen Diener und Freund von Ukobach. Rumo bringt die beiden dazu, ihm einen Weg in die Stadt zu zeigen. Als er dort ankommt, gelingt es ihm, die Wolpertinger zu befreien. Unter den Gefangenen findet Rumo auch seinen Freund Smeik und Kolibril, die nach der Reise nach Nebelheim, die eine weitere Fallenstadt war, ebenfalls als Gefangene in Hel gelandet sind. Die Wolpertinger beginnen einen Befreiungskampf gegen die Hellinge und die Armee der Kupfernen Kerle, dabei werden sie überraschend von Storr dem Schnitter und seinen Yetis unterstützt, die plötzlich in der Stadt auftauchen. Nachdem Rumo General Ticktack sein Herz, das aus Zamomin besteht, entreißen kann, sind der General und seine Armee der Kupfernen Kerle besiegt.
Die Wolpertinger und ihre Freunde fliehen aus Hel in Richtung Obenwelt, mit dem Herrscher Gaunab und seinen unheimlichen Monstern, den Vrahoks, dicht auf den Fersen. Sie schaffen es schließlich, die Untenwelt zu verlassen, weil Storr der Schnitter und seine Yetis sich opfern und die Ölsee-Höhle zum Einsturz bringen; alle Verfolger der Wolpertinger werden unter der einstürzenden Höhle begraben. Die Stadt Hel wird ferner durch eine heimtückische Seuche entvölkert, die eigentlich ein Alchemist als Waffe für General Ticktack entwickelt hat.
Die Wolpertinger beziehen ihre leere Stadt wieder und Rumo und Rala finden endlich zueinander.

## Form

### Motive und literarische Anspielungen
Walter Moers hat in seinem Roman eine Vielzahl von Motiven und literarischen Anspielungen verarbeitet:
Der silberne Faden steht für die große Liebe, die Rumo am Beginn des Romans erstmals wahrnimmt und die von nun an – gleich der Blauen Blume der Romantik – an vielen Stellen die Handlung vorantreibt.
Zur Ausgestaltung der Untenwelt bedient sich Moers zahlreicher Mythen, zum Beispiel der nordischen und der griechischen Mythologie. So ist Rumos Abstieg in der Sekundärliteratur unter anderem mit Orpheus’ Abstieg in die Unterwelt verglichen worden. Einige Autoren vergleichen die Darstellung der Untenwelt durch Moers auch mit Darstellungen der christlichen Strafhölle. Andere Autoren weisen darauf hin, dass für eine solche Analogie zwischen Untenwelt und Strafhölle die christlichen Jenseitsvorstellungen in Moers' Romanen fehlen, und ziehen eher Parallelen zwischen Untenwelt und Untenweltfahrten aus der griechischen Mythologie.
Die zahlreichen Kampfszenen erinnern darüber hinaus an die Kolportageromane des 19. Jahrhunderts wie die Romane Karl Mays sowie die Abenteuerromane im Stile eines Alexandre Dumas. Speziell bei den Fechtkämpfen, wie dem Kampf im Fechtgarten des Wolpertinger Fechtlehrers Uschan de Lucca, spielt Moers mit Klischees aus klassischen Mantel-und-Degen-Filmen.

### Anagramme
Wie schon in dem Vorgängerroman Ensel und Krete und später noch verstärkt in Die Stadt der träumenden Bücher und Der Schrecksenmeister verwendet Moers Anagramme, mit denen er auf literarische Vorbilder oder mythologische Vorlagen anspielt: So liegt Hel nicht unter der Weltenesche Yggdrasil aus der nordischen Mythologie, sondern unter der von gefährlichen „Nurnen“ umgebenen Nurnenwaldeiche Yggdra Sil. Trotz der Namensähnlichkeit von „Nurnen“ und den Nornen aus der nordischen Mythologie sind die Nurnen in Rumo keine Schicksalsgöttinnen. Diese Rolle nehmen eher die Schrecksen Noppes Pa, Popsipil und Chch ein, die Rumo auf dem Jahrmarkt bei Wolperting trifft.

### Handlungsaufbau
In der Forschung wird hervorgehoben, dass der Roman in Struktur und Handlung einer klassischen Heldengeschichte folgt, auch wenn der Roman viele humoristische Einlagen enthält. Dazu passt auch der Umschlagstext und der Beginn des ersten Kapitels, die beide darauf hinweisen, das Rumo das Zeug für den größten Helden Zamoniens hat.
Ferner finden sich viele Elemente aus dem mittelalterlichen Artusroman. Die Handlung gliedert sich in zwei Teile, was an den arthurischen Doppelweg erinnert: Im ersten Teil (Obenwelt) geht es darum, dass der Protagonist seine Heimat findet, um seine Erziehung und seine Ausrüstung als Held zu erwerben. Im zweiten Teil (Untenwelt) wird ihm diese Heimat genommen und es kommt zur Krise. Rumo muss sich als Held bewähren und findet erst auf diese Weise zu dem, was seine eigentliche Bestimmung ausmacht. Mit dem Element des „Silbernen Fadens“ ist darüber hinaus noch eine Liebesgeschichte eingewoben.

## Stellung in der Literaturgeschichte

### Einordnung ins Werk des Autors
Rumo & Die Wunder im Dunkeln ist der dritte Roman von Walter Moers, der in Zamonien spielt, und folgt auf Die 13½ Leben des Käpt’n Blaubär und Ensel und Krete. Moers spielt in seinen Zamonienromanen mit verschiedenen literarischen Gattungen: Nachdem Die 13½ Leben des Käpt’n Blaubär zunächst dem Muster eines Bildungsromans folgte und Ensel und Krete einer Märchenparodie, folgt nun mit Rumo eine Heldengeschichte. Rumo und Volzotan Smeik haben bereits in Die 13½ Leben des Käpt’n Blaubär eine Nebenrolle eingenommen, waren dort allerdings eher zwielichtige Gestalten.

### Literarische Vorbilder und literarische Gattung
Die Einordnung von Rumo & Die Wunder im Dunkeln in eine literarische Gattung ist nicht ganz eindeutig. In der Presse und in literaturwissenschaftlicher Forschung wird der Roman oft als Kinder- und Jugendliteratur oder als Fantasy-Roman bezeichnet. Moers selbst betrachtet Fantasy-Autoren wie Tolkien jedoch nicht als seine Vorbilder, sondern verweist in Interviews eher auf ältere Klassiker wie Abenteuer- und Schauerromane von Edgar Allan Poe, Mary Shelley, Bram Stoker oder Jules Verne. Außerdem betont er, dass er Jugendliche zwar als mögliche Leser seiner Romane, aber nicht als sein Hauptpublikum sieht. Betrachtet man die teilweise blutrünstige Handlung in Rumo & Die Wunder im Dunkeln, wurde auch schon in Rezensionen seine Einordnung als Kinder- und Jugendbuch in Zweifel gezogen.
Moers selbst hat das Buch als Abenteuerroman bezeichnet. In der Tat lassen sich darin viele Reminiszenzen des Abenteuergenres verschiedener Epochen entdecken, wie beispielsweise mittelalterliche Aventiurefahrten und Heldenepik sowie Klassiker wie Alexandre Dumas, Jules Verne und Karl May.

## Rezeption
Rumo und Die Wunder im Dunkeln war ein kommerzieller Erfolg; der Roman kletterte bis auf Platz 3 der Bestsellerliste des Spiegel. Der Roman wurde in eine Vielzahl von Sprachen übersetzt, darunter Englisch, Finnisch, Italienisch, Niederländisch, Polnisch, Slowakisch, Tschechisch, Koreanisch, Thailändisch und Taiwanesisch. Im Verlag HörbucHHamburg ist ferner ein Hörbuch mit dem ungekürzten Text erschienen, gelesen von Dirk Bach.

### Textausgaben
- Rumo & Die Wunder im Dunkeln. Piper, München 2003, ISBN 3-492-04548-0. Gebundene Ausgabe
- Rumo & Die Wunder im Dunkeln. Piper, München 2004, ISBN 3-492-24177-8. Taschenbuch
- Rumo & Die Wunder im Dunkeln. Albrecht Knaus Verlag (28. August 2017), ISBN 3-8135-0795-5. Gebundene Ausgabe

### Hörbuch
- Rumo & Die Wunder im Dunkeln. Hörbuch Hamburg, 2004, ISBN 3-89903-172-5, gelesen von Dirk Bach.

### Sekundärliteratur
- Maren J. Conrad: »Blut! Blut! Blut!« Die Artusepik als heroisches Erbgut wortkarger Wolpertinger. In: Gerrit Lembke (Hrsg.): Walter Moers' Zamonien-Romane. Vermessungen eines fiktionalen Kontinents. V&R unipress, Göttingen 2011, ISBN 978-3-89971-906-2, S. 235–259.
- Mario Fesler: Die Zamonien-Romane von Walter Moers als zeitgenössische Vertreter der Gattung Fantasy (Magisterarbeit). GRIN-Verlag, Norderstedt 2007, ISBN 978-3-638-95092-3.
- Markwart Herzog: Von Narnia über Hogwarts und Zamonien nach Fowl Manor. Unterweltfahrten in der zeitgenössischen fantastischen Kinder- und Jugendliteratur. In: Markwart Herzog (Hrsg.): Höllen-Fahrten. Geschichte und Aktualität eines Mythos. Kohlhammer, Stuttgart 2006, ISBN 978-3-17-019334-5, S. 213–243.
- Katja Pawlik: Zamonische Totengespräche – Über die Komik der „letzten Fragen“. In: Hajo Diekmannshenke / Stefan Neuhaus / Uta Schaffers (Hrsg.): Das Komische in der Kultur. Tectum, Marburg 2015, ISBN 978-3-8288-3663-1, S. 345–357.
- Katja Pawlik: Von Atlantis bis Zamonien, von Menippos bis Moers: Die Zamonien-Romane Walter Moers' im Kontext der menippeischen Satire. Königshausen & Neumann, Würzburg 2016, ISBN 978-3-8260-5899-8.
- Mareike Wegner: »Wissen ist Nacht!« Parodistische Verfahren in Walter Moers' Zamonien-Romanen und in „Wilde Reise durch die Nacht“. Aisthesis Verlag, Bielefeld 2016, ISBN 978-3-8498-1137-2.